# جدجد أرجنتيني
جدجد أرجنتيني (الاسم العلمي: Gryllus argentinus) هو نوع من الحشرات يتبع جنس الجدجد من فصيلة الجداجد الحقيقية.